# Tachina chrysotelus
Tachina chrysotelus är en tvåvingeart som först beskrevs av Walker 1853.  Tachina chrysotelus ingår i släktet Tachina och familjen parasitflugor. Inga underarter finns listade i Catalogue of Life.